# Реакція контрольована транспортом мас
Реакція контрольована транспортом мас (англ. mass-transport-controlled reactions) — окисно-відновна реакція типу
Ox + ne– → Red або Red → Ox + ne–,
коли швидкість реакції, що відбувається в електрохімічному процесі при проходженні струму через гальванічний елемент, визначається швидкістю руху реагенту (окисника чи відновника) від границі поділу фаз електрод | розчин у розчин.